# Dhatrichia feredougoubae
Dhatrichia feredougoubae är en nattsländeart som beskrevs av Francois-Marie Gibon 1987. Dhatrichia feredougoubae ingår i släktet Dhatrichia och familjen smånattsländor. Inga underarter finns listade i Catalogue of Life.